# Каллироя (океанида)
Каллиро́я (др.-греч. Καλλιρρόη, Καλλῐρόη — «Прекраснотекущая») — персонаж древнегреческой мифологии, океанида (либо наяда), дочь Океана и Тефиды. Спутница игр Персефоны. Родила великана Гериона от Хрисаора.
Её мужьями также считаются бог морей Посейдон и её брат, речной бог Нил. От Нила она родила дочь Хиону.
Речь Каллирои была в поэме Стесихора «Герионеида».